# Wiederaufarbeitungsanlage Rokkasho

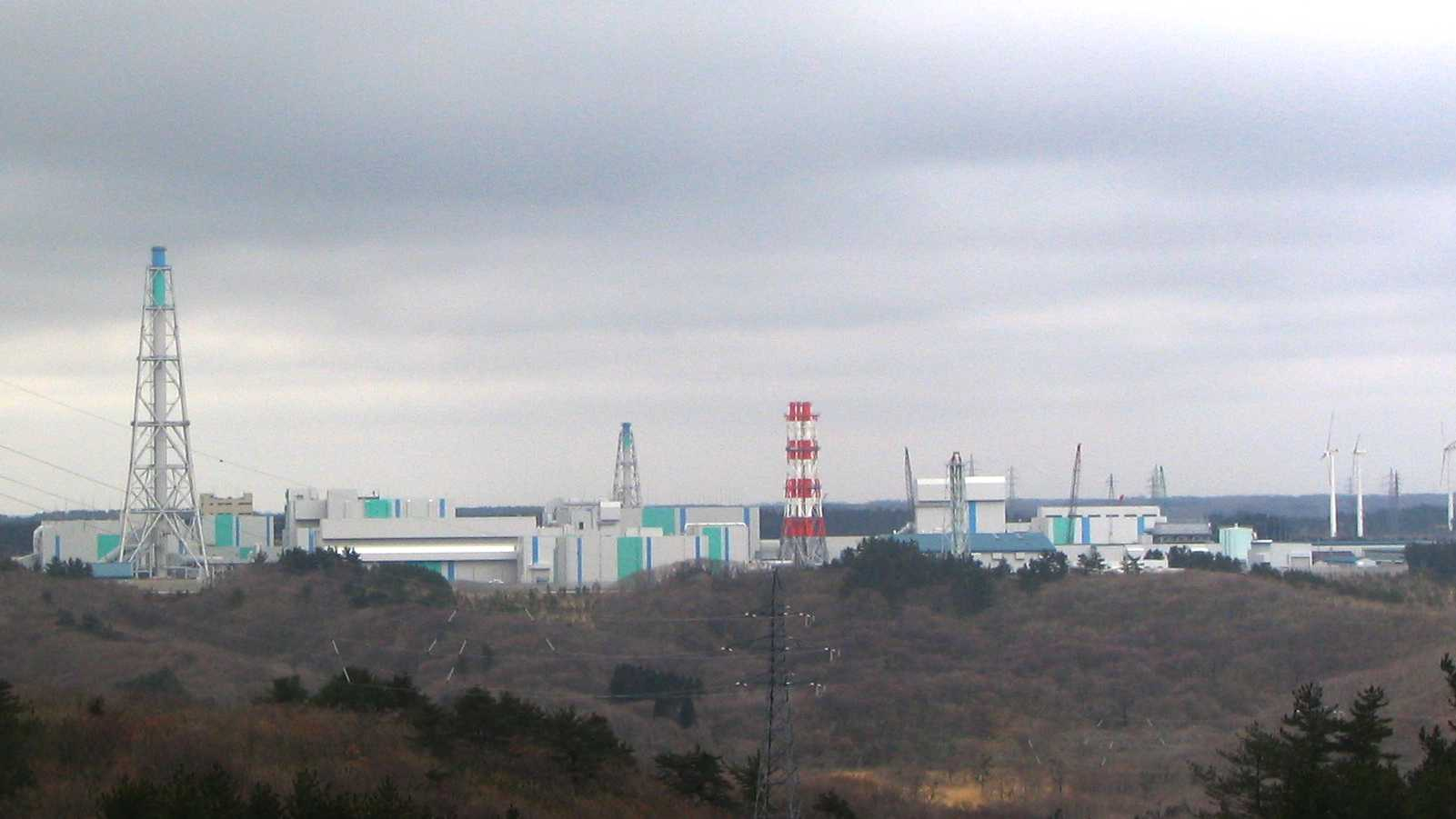
Wiederaufarbeitungsanlage Rokkasho

Die Wiederaufarbeitungsanlage Rokkasho befindet sich in Rokkasho, einem Dorf im Landkreis Kamikita der japanischen Präfektur Aomori.
Rokkasho ist der Standort eines kerntechnischen Industriezentrums in Japan für den Brennstoffkreislauf, das von der Nihon Gennen K.K. (englisch Japan Nuclear Fuel Limited, JNFL) betrieben wird.

## Gelände
Auf dem Gelände befinden sich unter anderem folgende Anlagen:
- Firmenzentrale der JNFL
- eine Urananreicherungsanlage (ウラン濃縮工場 uran nōshuku kōjō) mit Zentrifugentechnik (seit 1992)
- ein oberflächennahes Endlager (seit 1992)
- eine Wiederaufarbeitungsanlage (六ヶ所再処理工場 Rokkasho saishori kōjō) für Brennelemente aus Leichtwasserreaktoren (seit 2010)
- der Prototyp eines Linearbeschleunigers (im Bau) für das internationale Projekt IFMIF

Die gesamte Anlage erstreckt sich auf einer Fläche von 3,8 Mio. m² entlang des Westufers des Sees Obuchi-numa und besteht aus 38 Gebäuden (Stand: Juni 2010).
Am 28. Oktober 2010 wurde mit dem Bau einer Anlage zur Herstellung von MOX-Brennelementen begonnen.

## Urananreicherungsanlage
In Rokkasho wurde eine kommerzielle Anreicherungsanlage errichtet, die von JNFI (Japan Nuclear Fuel Industry Corporation) betrieben wird. Die Anreicherung erfolgt mit Hilfe der Zentrifugentechnik. Das erste Modul mit einer Kapazität von 150 Tonnen Urantrennarbeit (UTA) pro Jahr ging 1992 in Betrieb, pro Jahr sollte ein weiteres Modul folgen. Bis September 1999 waren 1050 t UTA/a installiert. Im Endausbau soll die Anlage eine Kapazität von 1500 t UTA/a besitzen. Die Technologie der Anlage basiert auf den Erfahrungen, die mit einer Pilotanlage (75 t UTA/a; in Betrieb seit 1982) und einer Prototypanlage (200 t UTA/a; in Betrieb seit 1989) in Ningyo-toge in Kagamino gewonnen wurden.

## Wiederaufarbeitungsanlage
Im Jahre 1984 erhielt JNFS (Japan Nuclear Fuel Services) die Errichtungsgenehmigung für eine kommerzielle Wiederaufarbeitungsanlage in Rokkasho. Die Kapazität beträgt 800 Tonnen Schwermetall (t SM) pro Jahr, woraus rund 8 Tonnen Plutonium extrahiert werden können. Insgesamt sollen über einen Zeitraum von 40 Jahren rund 32.000 t abgebrannter Brennelemente wiederaufgearbeitet werden. Das Eingangslager wurde bereits 1997 in Betrieb genommen. 
Mit dem Bau der Anlage wurde 1993 begonnen und er sollte ursprünglich 1997 abgeschlossen werden, aber der Termin wurde aufgrund anhaltender Schwierigkeiten 24 mal verschoben. Im Jahre 2014 wurden mit Sicherheitstests begonnen, die auch besondere Schutzmaßnahmen umfasst, die im Rahmen der Nuklearkatastrophe von Fukushima verschärft wurden. Die Prüfung wurden im Mai 2020 durch die Aufsichtsbehörde abgenommen. Da der schnelle Brüter Japans, das KKW Monju, zwischenzeitlich stillgelegt wurde, ist ein kommerzieller Betrieb ungewiss und bis 2024 nicht erfolgt.

## Endlager
Auf dem Gelände des Zentrums Rokkasho wurde ein oberflächennahes Endlager für schwachradioaktive Abfälle errichtet und im Dezember 1992 in Betrieb genommen. Die Kapazität der ersten Stufe des Endlagers betrug 200.000 Fässer (entsprechend einem Volumen von 40.000 m³). Inzwischen wurde die Kapazität durch den Bau einer zweiten Einheit auf 400.000 Fässer (entsprechend einem Volumen von 80.000 m³) verdoppelt. Bis Ende März 2003 waren rund 150.000 Fässer (30.000 m³) bereits eingelagert. Der Einlagerungsbereich ist in 8 Gruppen zu je 5000 m³ unterteilt, wobei jede Gruppe aus fünf Betonhohlräumen besteht. Es wird erwartet, dass dies bis zum Beginn des nächsten Jahrzehnts ausreicht. Die Standortgegebenheiten erlauben einen weiteren Ausbau der Kapazität auf bis zu 600.000 m³ (3 Mio. Fässer).
Die Fässer werden in großen, mit Beton ausgekleideten Kammern gestapelt. Die Zwischenräume werden mit Beton ausgegossen und die gefüllte Kammer mit einer Betonschicht abgedeckt, so dass sich ein monolithischer Block ergibt. Dieser wird mit einer dicken Erdschicht überdeckt.

## Erdbeben 2011
Am 11. März 2011 musste die Anlage aufgrund des schweren Tōhoku-Erdbebens 2011 ihre Stromversorgung auf dieselbetriebene Notstromaggregate umstellen. Nach Aussage von Experten seien die Aggregate „nicht darauf ausgelegt, langfristig zu laufen“. Am 14. März 2011 wurde die Stromversorgung wiederhergestellt.
Am 7. April 2011 musste nach einem Nachbeben der Stärke 7,1 erneut mit dieselbetriebenen Notstromaggregaten gekühlt werden. Die Stromversorgung wurde am folgenden Tag wiederhergestellt.